# Bitka pri Balaklavi
Bitka pri Balaclavi (tudi napad lahke konjenice; izvirno angleško Charge of the Light Brigade) je potekala 25. oktobra 1854 med britansko in rusko armado. 
Zmagali so Britanci, ampak so pri tem izgubili tretjino začetnih sil.
Bitka pri Balaklvai je bila ena redkih večjih bitk v Krimski vojni. To obmorsko pristaniško mesto so imeli britanski vojaki za svoje glavno oporišče. Petindvajsetega oktobra so Rusi poslali triindvajset tisoč vojakov, da presekajo zvezo med to bazo in britanskimi enotami, ki oblegajo Sevastopol. Nasproti se jim je postavilo okoli dvajset tisoč britanskih in francoskih vojakov. Ruse so odbili in pri tem izgubili tisoč vojakov, nasprotniki pa kakšnih sedemsto.
Zanimivo je, da je bitka pri Balaklavi postala ena najslavnejših bitk v zgodovini vojskovanja. Vzrok za to je bil tako imenovani »napad lahke konjenice«. V prvi fazi bitke so namreč ruske enote zasegle nekaj britanskih topov. V nadaljevanju sta se spopadli enoti britanske in ruske težke konjenice. Britanci so bili uspešnejši in so nasprotnika odbili. Opogumljen z uspehom je nato britanski poveljnik Lord Raglan ukazal brigadi lahke konjenice, naj izkoristi uspeh svojih kolegov in napade sovražnika ter pridobi zaplenjene topove nazaj. 
Poveljnik lahke brigade, general Lord Cardigan, je ubogal ukaz in brigado moči 673 konjenikov, popeljal v samomorilski napad. Konjeniška enota je namreč napadala po dolini, medtem ko so jo Rusi s treh strani obstreljevali s topovi. Na koncu doline so brigado pričakali vkopani ruski vojaki, ki so napadalce dobesedno potolkli. Sto osemnajst konjenikov je padlo, sto sedemdeset jih je bilo ranjenih, ostali pa so se v paničnem begu umaknili. Po bitki sta se poveljnik brigade Lord Cardigan in glavni komandant Lord Raglan sprla, kaj je bilo pravzaprav ukazano. Glavni poveljnik je trdil, da ni nikoli ukazal direktnega naskoka na utrjene nasprotne položaje, poveljnik brigade je trdil, da je ukazal prav to. Zadeva je šla celo pred vojaško komisijo, a je ta razglasila »neodločen« rezultat. 
Naskok lahke konjenice pa je takrat že dobil epske razsežnosti in veliko medijsko pozornost. Vojni dopisniki so ga predstavili kot »živ dokaz britanskega vojaškega poguma«. Pesnik Alfred Tennyson ga je ovekovečil v pesmi Naskok lahke konjenice, in tako je »šesto junakov Balaklave«, s poveljnikom na čelu, za vedno ostalo zapisno v srcih anglosaksonskega sveta.
Leta 1983 je to bitko v svoji pesmi The Trooper po Tennysonovem zgledu opisala angleška heavy metal skupina Iron Maiden.

## Organizacija

### Združeno kraljestvo
- Lahka brigada:

- 4. huzarski polk
- 8. huzarski polk
- 11. huzarski polk
- 13. huzarski polk
- 17. ulanski polk